# Arkadi Arkadjewitsch Wjattschanin
Arkadi Arkadjewitsch Wjattschanin (russisch Аркадий Аркадьевич Вятчанин, wiss. Transliteration Arkadij Arkad'evič Vjatčanin; * 4. April 1984 in Workuta) ist ein ehemaliger russischer Rückenschwimmer.

## Werdegang
Arkadi Wjattschanin war Spezialist fürs Rückenschwimmen. Als Student trainierte ab 1999 in Taganrog und gehörte ab 2000 zum russischen Nationalkader. Bei den Weltmeisterschaften 2003 in Barcelona gewann Wjattschanin die Silbermedaille über 100 m Rücken sowie mit der 4 × 100-m-Lagenstaffel. 2004 folgte in Indianapolis der Gewinn der Bronzemedaillen mit der Lagenstaffel und über 200 m Rücken bei den Kurzbahnweltmeisterschaften. Über 50 und 100 m Rücken belegte Wjattschanin fünfte Ränge. Höhepunkt des Jahres wurden die Olympischen Spiele 2004 in Athen. Dort kam er mit der russischen Lagenstaffel auf den vierten Platz, auf den 100-m- und 200-m-Rückenstrecken erreichte er die Halbfinals. 2005 konnte der Russe bei den Weltmeisterschaften in Montreal erneut Staffelsilber gewinnen. Hinzu kommt Rang fünf über 100 m und Platz sieben 200 m Rücken.
Ohne Medaillen blieb Wjattschanin bei den Kurzbahnweltmeisterschaften in Shanghai. Mit den 4 × 100-m-Staffeln im Freistil und mit den Lagen wurde er Vierter, über 50 und 100 m Rücken jeweils Sechster. Erfolgreicher verliefen die Europameisterschaften in Budapest, wo der Schwimmer über 100 und 200 m Rücken sowie mit der 4 × 100-m-Lagenstaffel die Titel gewann. Über 50 m Rücken verpasste er als Vierter eine weitere Medaille. Mit der Lagenstaffel gewann er auch 2007 in Melbourne Bronze. Als Vierter über 100 und 200 m Rücken verpasste er weitere Medaillen. Die Europameisterschaften in Eindhoven brachten mit der Lagenstaffel einen weiteren Titel, Silber über 200 m Rücken und Bronze über 100 m Rücken. Größter Erfolg des Russen war der Gewinn der Bronzemedaillen über 100 und 200 m Rücken bei den Olympischen Spielen 2008 in Peking.

## Rekorde
| Weltrekorde (1)         | Weltrekorde (1) | Weltrekorde (1)   | Weltrekorde (1) |
| ----------------------- | --------------- | ----------------- | --------------- |
| 200 m Rücken (Kurzbahn) | 01:46,11 min    | 15. November 2009 | Berlin          |
| Europarekorde (2)       |                 |                   |                 |
| 100 m Rücken (Kurzbahn) | 00:48,97 min    | 21. Dezember 2009 | Istanbul        |
| 200 m Rücken            | 01:54,75 min    | 31. Juli 2009     | Rom             |
| (Stand: 7. August 2010) |                 |                   |                 |